# Guillemot de Xantus
Synthliboramphus hypoleucus
Espèce
Synonymes
Brachyramphus hypoleuca, Brachyramphus hypoleucus
Statut de conservation UICN

 EN B2ab(iv,v) : En danger
Le Guillemot de Xantus (Synthliboramphus hypoleucus) est une espèce d'oiseau de mer de la famille des alcidés.

## Taxinomie
Aucune sous-espèce n'est distinguée, le Guillemot de Scripps (Synthliboramphus scrippsi) ayant été élevé au rang d'espèce à part entière.